# Torkos József
Torkos József (Győr, 1710. október 30. – Sopron, 1791. február 10.) evangélikus lelkész, történész és igazgató-tanár, előbb Győrött, majd 1749-től 1784-ig Sopronban.

## Családja
Torkos András győri lelkész és Peecz Katalin Zsófia fia, Torkos Justus János öccse. Torkos János orvos nagybátyja.

## Élete
Tanulmányait Győrött kezdte, majd külföldre ment, s előbb Boroszlóban, 1732. szeptember 9-től Wittenbergben folytatta tanulmányait, ahol 1736. április 30-án avatták magisterré. Hazatérése után prédikátor és konrektor volt, majd rektor lett Győrött. 1749-ben Sopronba választották meg papnak, itt 1753-ban vitázott Ribinivel ennek racionalizmusa miatt. A sopronvidéki német egyházmegyében egy ideig esperesi tisztet viselt. A felső-lausitzi és a berlini tudóstársaság tagja volt.

## Munkái
- Sciagraphia historico-chronologica successionis et genealogiae seren. ducum et regum Hungariae VII tabulis comprehensa, et succincta dilucidationibus historicis explicata. Accedit status militiae regularis regni Hungariae, seu legionis hungaricae cum suis generalibus, colonellis, vice-colonellis, et supremis vigiliarum praefectis. 1745. Hely n.
- Dissertatio politico antiquaria de ferri candentis ordalio ... aevo medio apud. Hungaros. (Javrini, év n. Különny. a győri Kalendáriumból).
- Schediasma geographico-historicum hungaros intra & imprimis extra Hungariam per universum, qua terra nostra patet orbem habilitabilem degentes VIII segmentis succincte repraesentans. (Uo. 1747. Különny. a győri Kalendáriumból. Függelékül közli Turkoly Sámuel magyar levelét és latin fordításban is).
- Die letzte Arbeit der Kinder Gottes im Reiche der Gnaden, wurde als ... Herr Christoph von Scheffer ... den 18. Sept. 1748. entschlafen bey ansehnlicher Versammlung vorgetragen. Jena.
- Meletema antiquarium philologico-historicum de veteri monumento sepulcrali romano Jaurinum inter et Comaromium iuvento, in eoque inscriptionibus et figuris obviis, perenni item lucerna sepulchrali, cadaveribus, cimmeliisque variis repertis VIII. membris agens. (Jaurini, 1748. Különny. a győri Kalendáriumból).
- Uj zengedező mennyei kar, az az régi és újonnan szereztetett ... Grádual. Frankofurtumban, 1750. (Névtelenül).
- Trauer-Cantata über Carls Erzherzogs von Oesterreich Tod. Oedenburg, 1761.
- Trauer-Cantata auf den Tod Isabella. Erzherzogin und Gemahlin des Erzherzogs Joseph. Uo. 1763.
- Thränen, Kuss und Salbe, das ist: Eine ernstliche Aufforderung der Stadt Oedenburg zur wahren Busse vor Gott, bey Erinnerung eines in ihr verspürten schrecklichen Erdbebens, wurde zum bussfertigen Andenken des Anno 1763. den 28. Junii ... entstandenen Erdbebens, den darauf folgenden 22. Julii als am Gedächtnisstage ... vorgetragen. Regensburg, 1764.
- Trauer-Cantata auf den Tod Franz des I. röm. Kaisers. Oedenburg, 1765.
- Nachdeme der ... Römische Kaiser ... Franz der Erste ... Mitregent in Ungarn den 18. Aug. 1765 ... durch einen unvermutheten schnellen Tod dies Zeitliche mit der Ewigkeit verwechselt hatte; wurde ... in Oedenburg den 1. Okt. gehaltenen Trauer-Rede ... angewendet. Regenspurg.
- Dank- und Denkalter Ihro ... Majestät Maria Theresia ... Königin von Hungarn ... als Allerhöchst Dieselben den 3. Sept. 1773. mit Dero Gegenwart die Königl. Freystadt Oedenburg begnadigten, durch eine ... öffentlich gehaltene Rede aufgerichtet. Oedenburg.
- Der wahre Ursprung des Bienenwachses durch eine Theorie entdecket und denen Bienenkennerz zur Prüfung vorgetragen. Uo. 1776.